# كاثلين سوزا
كاثلين سوزا (مواليد 26 أبريل 1996) هي لاعبة كرة قدم برازيلية لعبت في مركز قلب الدفاع في نادي إنتر.وفي أغسطس 2024 انتقلت للعب في فريق السيدات لنادي النصر السعودي لمدة موسمين.

## روابط خارجية
- كاثلين سوزا على موقع الاتحاد الدولي (مؤرشف)  (الإنجليزية)
- كاثلين سوزا على موقع الاتحاد الأوربي (الإنجليزية)
- كاثلين سوزا على موقع قاعدة بيانات كرة القدم.إي يو (الإنجليزية)
- كاثلين سوزا على موقع Soccerway.com (الإنجليزية)
- كاثلين سوزا على موقع عالم كرة القدم.نت (الإنجليزية)